# NGC 3597
NGC 3597 ist eine Linsenförmige Galaxie  vom Hubble-Typ S0/a< mit ausgedehntenSternentstehungsgebieten im Sternbild Becher südlich des Himmelsäquators. Sie ist schätzungsweise 148 Millionen Lichtjahre von der Milchstraße entfernt und hat einen Durchmesser von etwa 85.000 Lichtjahren.
Das Objekt wurde am 21. März 1835 von dem Astronomen John Herschel entdeckt.